# Die Erfindung des jüdischen Volkes

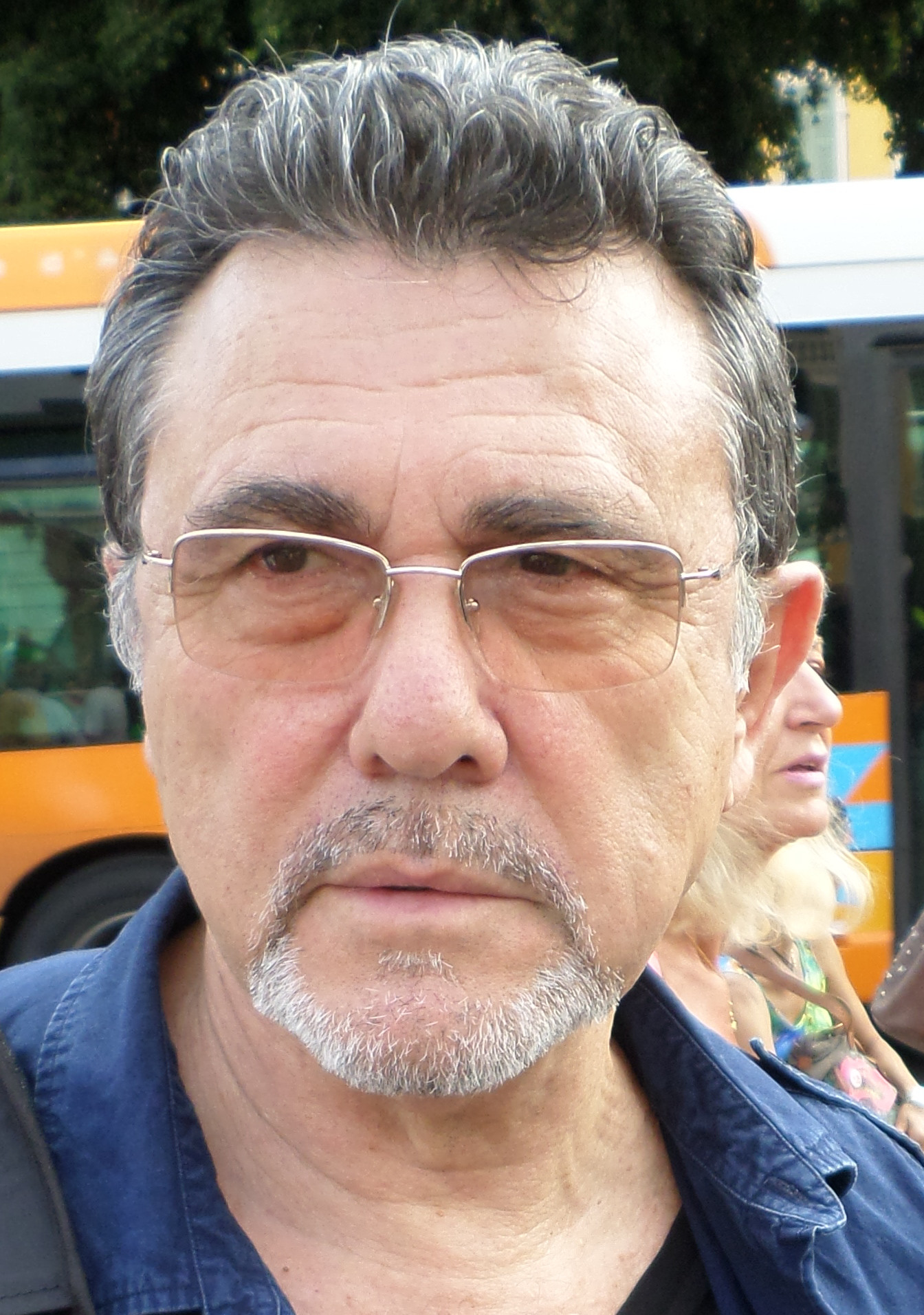
Shlomo Sand 2014

Die Erfindung des jüdischen Volkes – Israels Gründungsmythos auf dem Prüfstand (original „?מתי ואיך הומצא העם היהודי“) ist ein Buch des israelischen Historikers Shlomo Sand.
Das Buch, dessen Originaltitel wörtlich übersetzt „Wann und wie wurde das jüdische Volk erfunden?“ bedeutet, löste unter anderem in Israel und Frankreich Kontroversen aus. Im 2009 zur deutschen Ausgabe geschriebenen Vorwort gibt Sand an, „dass die Kluft zwischen meinen Forschungsergebnissen und der in Israel und anderswo verbreiteten Geschichtsauffassung erschreckend groß ist“. Dabei habe er nichts anderes gemacht, als von der israelischen zionistischen Geschichtsschreibung schon lange präsentiertes, aber vergessenes Material zu verarbeiten, wobei in seiner Arbeit „nichts wirklich Neues“ stehe.

## Inhalt
Nach der Einleitung über „Identität und Gedächtnis“ lauten die Überschriften der fünf Kapitel des Buches: „I. Nationen erschaffen: Souveränität und Gleichheit“; „II. Mythohistorie: Am Anfang schuf Gott die Nation“; „III. Die Erfindung des Exils: Bekehrung und Konversion“; „IV. Regionen des Schweigens: Auf der Suche nach der verlorenen (jüdischen) Zeit“; „V. ‚Wir‘ und ‚sie‘: Identitätspolitik in Israel“.
In Kapitel I und II folgt Sand der Kritik des Nationenbegriffs, wie sie von Karl W. Deutsch, Ernest Gellner und Benedict Anderson entwickelt wurde. Dabei beruft er sich auf ein Verständnis von Nation, das vor allem Ernest Renan 1882 vertreten hat.
Wie überall im Europa des Nationalismus hätten auch jüdische Intellektuelle bezüglich der Juden eine lange gemeinsame Identitätsgeschichte konstruiert und zu diesem Zweck die Bibel nicht mehr als ein theologisches Werk, sondern als Geschichtsbuch gelesen. Die Deutschen etwa habe die nationale Suche nach Wurzeln zu Arminius geführt, die Franzosen zu Vercingetorix und Chlodwig I.; ähnlich habe das Bedürfnis nach einer weit zurückreichenden Nationalgeschichte auch bei Thomas Jefferson gewirkt. Während die Gründungsgeschichten dieser Nationen inzwischen als überwunden gälten, findet es Sand erstaunlich, dass Vergleichbares für Israel nicht gelte, wo die Bibel weiter als Gründungsbuch gedeutet werde.
In Kapitel III weist Sand die Auffassung vom jüdischen Exil als Zerstreuung der Juden über die Welt infolge der Zerstörung des Tempels (70 n. Chr.) in Jerusalem durch die Römer weitgehend zurück. Dabei beruft er sich vor allem auf das 1918 in New York erschienene Buch Das Land Israel in Vergangenheit und Gegenwart, das David Ben Gurion und Jizchak Ben Zwi, der spätere erste Premierminister und zweite Präsident des Staates Israel, auf Hebräisch schrieben und für das amerikanisch-jüdische Publikum ins Jiddische übersetzten. Bei ihnen findet sich die Überzeugung, dass die modernen Bewohner Palästinas ethnisch eng mit den verstreuten Juden verbunden seien. Sand folgert in Anlehnung an diese beiden Autoren, dass die Juden sich im Zuge natürlicher und freiwilliger Migrationen verstreut hätten. Zudem hätten sich viele Heiden im Mittelmeerraum zum Judentum bekehrt, auch im Römischen Reich, in dem sich das Christentum bald als Konkurrent des Judentums etabliert habe. In Kapitel IV. geht Sand der Geschichte im jemenitischen Königreich Himyar, bei den Chasaren und den Berbern nach – überall sei es zu Konversionen größerer Bevölkerungsteile gekommen, sodass die gemeinsame Abstammung der heutigen Juden vom antiken Judentum als fragwürdig gelten müsse.
Sand beendet sein Buch mit einem Plädoyer für einen Staat Israel, in dem sich die Staatsbürgerschaft nicht mehr auf die Religion bezieht und aus der Ethnokratie eine wirkliche Demokratie werde, damit Nicht-Juden wie Juden darin gleichberechtigt leben könnten.

## Rezeption des Buches

### Rezeption in Israel
Der Historiker Israel Bartal von der Hebräischen Universität Jerusalem zeigte sich irritiert von Sands Behauptung, eine zionistisch motivierte Geschichtsklitterung habe die Chasaren totgeschwiegen. Vielmehr seien diese und die missionarische Phase des Judentums beispielsweise bereits in den 1950er Jahren in dem vom israelischen Bildungsministerium empfohlenen Standardwerk Mikhal Encyclopedia dargestellt worden. Sand erwähne auch nicht aktuelle israelische Forschungsprojekte zu dem Thema. Bartal stimmt zwar mit Sand überein, dass einige staatliche israelische Stellen Geschichte instrumentalisierten, um Ungleichbehandlung von Minderheiten zu rechtfertigen, doch Sand vermische Methodologie und Ideologie, arbeite intellektuell oberflächlich und belege seine Thesen mit verkürzten oder bearbeiteten Passagen aus Werken anderer Autoren. In seinem Bemühen, zionistische Historiker als ethnozentrische Nationalisten und Rassisten zu entlarven, kümmere sich Sand zu wenig um die Fakten und sei nicht immer auf dem aktuellen wissenschaftlichen Stand auf dem Gebiet der Nationentheorien. Sands Quellenarbeit bezeichnet Bartal als beschämend: In einem Fall habe er eine literarisch-satirische Quelle aus dem 18. Jahrhundert als nonfiktionalen Text ausgewertet, ein andermal mache er einen als Beleg angeführten Literaturprofessor zum Geschichtsprofessor. Bartal sagte jedoch der traurigen Kombination aus aggressiver eindimensionaler Begrifflichkeit und eklatantem Ignorieren von Details großen Zuspruch in den elektronischen Medien voraus.
In anderen Rezensionen fanden einige von Sands Überlegungen Zustimmung, darunter seine Thesen zu den Ursachen dafür, warum viele heutige Juden nicht von solchen des biblischen Israel abstammen, zum Nichtvorhandensein einer gemeinsamen Sprache und Kultur im Judentum sowie zum Problem der Selbstdefinition des Staates Israel, in dem Judentum in Begriffen traditionellen religiösen Rechts definiert werde. Der Leser habe jedoch Mühe, wissenschaftlich schlüssige Passagen von längst bekannten Banalitäten zu unterscheiden, behauptet z. B. der Historiker Simon Schama; Sand schlage auf Türen ein, die bereits offen stünden. Andere Kritiker des Buches befanden, der tatsächliche genetische Befund sei darin nicht hinreichend berücksichtigt. Die Rückführung der sephardischen Juden auf Berberstämme wird als absurder Fehlschluss kritisiert.
Sands Argumentation basiert zum Teil auf Hypothesen zu den Chasaren, die bereits von Arthur Koestler in seinem Buch Der dreizehnte Stamm vertreten wurden. Demnach sind die osteuropäischen, aschkenasischen Juden Abkömmlinge konvertierter Chasaren. Dies wurde in der Fachwissenschaft als unhaltbar bezeichnet. Koestler selbst war Zionist, seine Thesen wurden jedoch von Neo-Nazis, Holocaustleugnern und staatlichen iranischen Quellen zu Propagandazwecken missbraucht. Es gibt archäologische und andere Belege, dass auch nach der Zerstörung des Tempels in Jerusalem und dem Bar-Kochba-Aufstand Juden in größerer Zahl in der Levante lebten. Sand zufolge ist das Konzept von einem jüdischen Volk eine Erfindung des jüdischen Nationalismus des 19. Jahrhunderts, doch tatsächlich hat sich das Judentum schon früher als Volk begriffen, was unter anderem in der Vorstellung vom auserwählten Gottesvolk zum Ausdruck kommt. Kaum eine andere Nation kann für die Konstruktion ihrer nationalen Identität auf eine 2500 Jahre währende Tradition zurückgreifen.
Sand wird vorgehalten, einzelne Zitate isoliert von ihrem textlichen und historischen Kontext zu begreifen und für sonst nicht belegbare Hypothesen zu missbrauchen. Auch neige er dazu, seine Argumentation auf esoterische, besonders umstrittene Interpretationen zu gründen. Da er sich in seiner früheren Arbeit vor allem mit der marxistischen Ideengeschichte des 20. Jahrhunderts beschäftigt hat, wird von einigen seiner Kritiker seine Expertise bezüglich des antiken Judentums generell infrage gestellt, und er wird als Pseudowissenschaftler und sein Buch als Fiktion verspottet.

### Internationale Stimmen
Für den französischen Historiker Maurice Sartre reicht es nicht aus, das als polemischen Essay aufgefasste Buch wegen faktischer Irrtümer zu verwerfen, sondern es sei zu untersuchen, ob seine allgemeinen Thesen Bestand hätten. Tatsache ist für ihn, dass für die Juden wie für andere Völker des Nahen Ostens die fünf oder sechs Jahrhunderte nach der Eroberung durch Alexander den Großen eine Periode außergewöhnlichen kulturellen, sozialen und religiösen Wandels waren. Es sei eine Zeit der Öffnung und Vermischung gewesen, aus der alle in weitem Maßstab verändert hervorgegangen seien. Die genetische Forschung habe diesbezüglich noch keine Klärung gebracht. Außerdem würde man, auf diesen Forschungszweig vertrauend, der Stabilität des Menschen den Vorrang vor der Dauer der Kulturen geben. So sei etwa unklar, wie viele Juden sich im 4. Jahrhundert zum dominierenden Christentum bekehrt hätten, zumal die Vervielfältigung der Christen in Palästina nicht nur mit der Bekehrung von Heiden erklärt werden könne. Hier herrsche weiter Forschungsbedarf.
Tony Judt hält fest, dass Sand die traditionelle Rechtfertigung Israels als jüdischen Staat infrage stelle. Das Überleben des Staates Israel hänge nicht von der Glaubwürdigkeit der Erzählung über seine ethnischen Ursprünge ab. Ein erhebliches Handicap bestehe vielmehr darin, dass er auf der exklusiven Forderung nach einer jüdischen Identität bestehe. Dieses Insistieren auf Abstammung führe dazu, dass nicht-jüdische Einwohner, auch wenn sie israelische Staatsbürger seien, zu Menschen zweiter Klasse herabgestuft würden. Denn was als Jüdischsein definiert werde, habe fatale Auswirkungen auf alle, die als diesem nicht teilhaftig angesehen würden. Die implizite Schlussfolgerung aus Sands Buch sieht Judt darin, dass Israel besser daran täte, sich als Israel und nicht als Judenstaat zu identifizieren und sich an allgemeingültigen ethischen und politischen Prinzipien messen zu lassen. Staaten würden aufgrund ihrer bloßen Existenz anerkannt, solange sie sich aufrechterhalten und schützen könnten; eines Abstammungsmythos bedürfe es zur Selbstrechtfertigung nicht.
Steven Weitzman kritisiert die konstruktivistische Argumentation Sands – wie auch andere Formen konstruktivistischer Zugangsweisen – sehr ausführlich in historischer Hinsicht und kommt zu dem Schluss, dass diese fehlerhaft, übertrieben und insgesamt unhaltbar seien, dass aber die zugrunde liegende Idee der Sand'schen Argumentation, dass die jüdische Identität in der Moderne Gestalt angenommen habe, durchaus ernst zu nehmen sei.

### Rezeption in Deutschland
Der Erziehungswissenschaftler Micha Brumlik hebt hervor, dass es Shlomo Sand um den Versuch gehe, die Selbstdarstellung der Juden als ethnisches Kollektiv in kaum unterbrochener Kontinuität seit der augusteischen Zeit so zu widerlegen, wie einst Jakob Philipp Fallmerayer die Selbstdarstellung der Griechen als Nachfahren der antiken Hellenen zu dekonstruieren versucht habe. Sand selbst bezog sich explizit auf diesen Orientalisten. Israelischen Kritikern Sands wie Israel Bartal und Anita Shapira sei entgangen, so Brumlik, dass er der zionistischen Geschichtsschreibung nicht das Verschweigen wichtiger Tatsachen anlaste, (er weise ja ausdrücklich darauf hin, nichts Neues ans Tageslicht zu befördern), sondern dass es ihm mit Raffinesse gelungen sei, „die in der Öffentlichkeit übergangenen Ergebnisse gerade auch ‚zionistischer‘ Forschung erneut zu präsentieren“. Sands Argumentation lasse keinen anderen Schluss zu, als dass das Narrativ von Vertreibung und Wiederheimführung, wie es die israelische Unabhängigkeitserklärung vom 15. Mai 1948 enthalte, ein „geschichtsmächtiger Mythos“ sei, „der aber mit der realen Geschichte der Juden nichts zu tun hat“. Indem Sand zwischen Ethnos als Herkunfts- und Abstammungsgemeinschaft und Demos als freiwilligem Zusammenschluss von Bürgern zur Gründung eines politischen Gemeinwesens unterscheide, trete er für ein Israel als Staat aller seiner Bürger ein: „Wenn es die historische Abstammungsgemeinschaft nicht gibt, hatte die Unabhängigkeitserklärung unrecht und der zionistische Staat keinen historischen Grund mehr.“
Für Klaus Bringmann liest sich in der am 13. April 2010 in der Süddeutschen Zeitung erschienenen Rezension Sands Buch „als ein historisches Werk und zugleich als Generalangriff auf das zionistische Nationalbewusstsein in therapeutischer Absicht“. Denn 25 Prozent der Staatsbürger Israels seien Bürger zweiter Klasse, da sie als Abkömmlinge nichtjüdischer Mütter nicht als Juden anerkannt würden, sich Israel jedoch explizit als jüdischer Staat verstehen wolle. Nach Sands Vorstellung müsste diese Minderheit in die demokratischen Prozesse gleichberechtigt einbezogen werden. Seine Absicht, auf diese Notwendigkeit hinzuweisen, führe mitunter zu einem „alarmistischen Ton“, in dem er zur Umkehr aus einer Sackgasse aufrufe, in die sein Land geraten sei.

Die historische Ableitung seiner Thesen überzeugt Bringmann. Denn das Judentum sei eine erfolgreich missionierende Religion gewesen, weil in seinem Monotheismus die Religion ethisiert worden sei und zu sozialer Fürsorge angeleitet habe, was auf die heidnische Umwelt anziehend gewirkt habe. So spreche „viel für die These, dass die Mehrheit der Jiddisch sprechenden Juden Osteuropas Nachkommen der chasarischen Konvertiten waren“. Bringmann stimmt deshalb Sand zu, wenn dieser feststellt, dass die heutigen Juden in keinem historischen, sondern höchstens in einem symbolischen Sinn eine Abstammungsgemeinschaft in der Nachfolge der alten Judäer sein können. Sand stelle das sinnstiftende zionistische Geschichtsbild „radikal, kenntnisreich und mit großem Mut“ infrage, woraus sich die in Israel ausgelösten Irritationen erklärten.
Sand verteidigte seine Thesen in einem Interview in der jüdischen Zeitung Aufbau im Mai 2010. Ein Artikel von Jörg Bremer zeigt in seinem Sinne, dass es keine archäologischen Beweise für ein „Reich Davids“ gebe, das der israelische Staatsmythos jedoch behaupte.
Für die Judaistin Edna Brocke gehört Sand zur Gruppe der „Kanaanäer“, die ihre Blütezeit in der vorstaatlichen und der Anfangszeit des Staates Israel erlebt und die sich intensiv gegen die zionistischen Bestrebungen zur Errichtung eines jüdischen Staates im Land Israel gestellt hätten. Hintergrund sei eine im jüdischen Sozialismus verbreitete Idee, das Judentum sei nur eine Religion und habe nichts mit einer ontischen Ebene zu tun, schon gar nicht mit einer bestimmten territorialen Zugehörigkeit. Sand habe nichts anderes getan, als dieses Gedankengut nochmals so zu verpacken, dass es wie eine neue wissenschaftliche Arbeit ausschaue. „Er argumentiert nicht innerjüdisch, er argumentiert wie jemand, der von außen drauf schaut, in dem er sagt, ich dissoziiere mich von dieser Gruppe, auch wenn meine Mutter Jüdin war und ich Sohn einer jüdischen Mutter bin, verstehe ich mich in meinem Jude-Sein nur als Mitglied der Religionsgemeinschaft.“
Christian Weber wertete in der Süddeutschen Zeitung Forschungsergebnisse eines Forscherteams um den Genetiker Harry Ostrer von der School of Medicine der New York University als Widerlegung Sands. Es veröffentlichte im Juni 2010 eine Studie, wonach die verschiedenen Gruppen der Diasporajuden gemeinsame genetische Merkmale aufweisen. Der US-amerikanische Genetiker Noah Rosenberg kam hingegen zu einer vorsichtigeren Einschätzung: Die Theorie von der Abstammung des osteuropäischen Judentums von den Chasaren werde von dieser Studie weder gestützt noch vollständig zu Fall gebracht.
Die Judaistin Luise Hirsch befand auf H-Soz-Kult zur Empörung bzw. Zustimmung zum Titel des Buches, dass die grundsätzliche „Erfundenheit“ jeder Nation inzwischen eine gesellschaftswissenschaftliche Binsenweisheit sei. Unspektakulär sei auch die Zugehörigkeit zum Judentum, die sich „wie jede moderne Staatsangehörigkeit durch Abstammung oder einen Rechtsakt begründet“. Dass zum Judentum stets „auch Konvertiten gehörten, war nie ein Geheimnis oder gar ein Tabu.“ Sand schreibe die Erfindung des jüdischen Volkes vor allem Heinrich Graetz zu und versuche dessen Thesen quasi als „Anti-Graetz“ zu widerlegen. Dabei treffe er eine „höchst kritikwürdig[e]“ Belegauswahl. Noch ärgerlicher sei der das ganze Buch durchziehende verschwörungstheoretische Tenor, dass vom Zionismus korrumpierte Historiker die Wahrheit unterdrückt hätten, während Sand aufdecke, dass alles ganz anders gewesen sei. Sand habe zwar auch mit einigen populären Geschichtslegenden wie dem Exodus oder der völligen Zerstreuung der Juden als Gottesstrafe für den Christusmord aufgeräumt, doch seien diese längst gerade auch von der israelischen Archäologie widerlegt worden. Dennoch werfe Sand jüdischen Historikern hier Verschweigen vor, was z. B. ausweislich der Encyclopaedia Judaica unwahr sei. Vielmehr verschweige er selbst Fakten, die seinem „vereinfachendem Geschichtsbild“ widersprächen. Sand stelle der nirgends seriös vertretenen Vorstellung, alle Juden seien biologisch verwandt, die Behauptung entgegen, dass die jüdische Präsenz außerhalb der Levante bis auf unbedeutende Ausnahmen auf Konversion zurückgehe. Die für ihn einzig echten Juden seien die Palästinenser, die er als Nachkommen der antiken Hebräer betrachte. Er bemühe immer „absurder werden[de] Behauptungen“ wie die von „kein[em] ernstzunehmende[n] Historiker“ vertretene Chasaren-These, bestreite dafür die umfangreich belegte Migration großer Teile der deutschen Juden nach Polen-Litauen und stelle sich damit außerhalb des fachwissenschaftlichen Minimalkonsenses. Mangels Quellen greife Sand auf ethnoromantische Spekulationen des Frühzionisten Israel Belkind zurück, dass die im Land lebenden Araber Teil seines Volkes seien, da ihre Mentalität an die der jüdischen Erzväter erinnere, sodass sie bald unter den jüdischen Einwanderern aufgehen würden. Dies entbehrt für Hirsch jeder empirischen Grundlage. Sand ignoriere zudem die Erkenntnisse der Populationsgenetik, da in „seinem manichäischen Weltbild“ für ein „Mischvolk“ kein Platz sei. So ließen genetische Gemeinsamkeiten von jüdischen Populationen auf der ganzen Welt einerseits den vorsichtigen Schluss auf gemeinsame Vorfahren bis in die Antike zu; andererseits gebe es signifikante genetische Gemeinsamkeiten von Palästinensern und Juden, die sie nicht mit anderen Bevölkerungen teilten. Sands Anliegen, „dass Israel sich nicht länger als eine ethnische, sondern als politische Nation aus gleichberechtigten Bürgern“ begreifen solle, dass seine Existenzberechtigung einfach in seiner Existenz und nicht in einer mythischen Heimkehr begründet sei, sei zwar respektabel, doch seine Argumentationsweise erweise ihm einen schlechten Dienst.